# Catephia longinquua
Catephia longinquua là một loài bướm đêm trong họ Erebidae.